# Sagitella kowalewskii
Sagitella kowalewskii är en ringmaskart som beskrevs av Wagner 1872. I den svenska databasen Dyntaxa används istället namnet Sagitella kowalevskii. Sagitella kowalewskii ingår i släktet Sagitella och familjen Typhloscolecidae. Arten har ej påträffats i Sverige. Inga underarter finns listade i Catalogue of Life.